# Oakland City
Oakland City és una població dels Estats Units a l'estat d'Indiana. Segons el cens del 2000 tenia 2.588 habitants.

## Demografia
Segons el cens del 2000, Oakland City tenia 2.588 habitants, 1.031 habitatges, i 642 famílies. La densitat de població era de 908,4 habitants/km².
Dels 1.031 habitatges en un 27,2% hi vivien nens de menys de 18 anys, en un 46,8% hi vivien parelles casades, en un 11,3% dones solteres, i en un 37,7% no eren unitats familiars. En el 35% dels habitatges hi vivien persones soles el 19% de les quals corresponia a persones de 65 anys o més que vivien soles. El nombre mitjà de persones vivint en cada habitatge era de 2,23 i el nombre mitjà de persones que vivien en cada família era de 2,86.
Per edats la població es repartia de la següent manera: un 20,6% tenia menys de 18 anys, un 16,3% entre 18 i 24, un 24,1% entre 25 i 44, un 19,2% de 45 a 60 i un 19,8% 65 anys o més.
L'edat mediana era de 37 anys. Per cada 100 dones de 18 o més anys hi havia 81,2 homes.
La renda mediana per habitatge era de 28.532$ i la renda mediana per família de 37.440$. Els homes tenien una renda mediana de 30.500$ mentre que les dones 24.602$. La renda per capita de la població era de 13.806$. Entorn del 7,6% de les famílies i l'11,9% de la població estaven per davall del llindar de pobresa.

## Poblacions més properes
El següent diagrama mostra les poblacions més properes.